# Ebeneezer Goode
Ebeneezer Goode är en låt från 1992 av den brittiska musikgruppen The Shamen. Den blev gruppens mest framgångsrika singel och låg på första plats på den brittiska topplistan i fyra veckor.
Låten har ett tydligt drogpositivt tema och förespråkar användning av den hallucinogena drogen ecstasy, ”E”, vilket ledde till att gruppen ådrog sig kraftig kritik. Refrängen går: ”’Eezer Goode, ’Eezer Goode // He’s Ebeneezer Goode”. ’Eezer Goode är en kortform av Ebeneezer Goode men uttalas som E’s are good, ’E är bra’. Gruppen har dock genomgående förnekat referensen.
Låten gick direkt in på första plats på de brittiska topplistorna – av ett sammanträffande under BBC:s antidrogvecka. Efter fyra veckor tvingades dock gruppen att dra tillbaka singeln till följd av kritiken.
I musikvideon till låten rastar trollkarlen Jerry Sadowitz en hund. Det är ihopklippt med scener där gruppen dansar på en klubb.